# 가스 터빈

가스 터빈 구성의 예: (1) 터보젯, (2) 터보프롭, (3) 터보샤프트 (발전기로 표시되어 있음), (4) 고(高)바이패스 터보팬, (5) 저(低)바이패스 애프터버닝 터보팬

가스 터빈(gas turbine 또는 combustion turbine)은 연소가스의 흐름으로부터 에너지를 추출하는 회전동력기관이다. 가스 터빈은 압축기와 터빈, 연소실로 구성되어 있고 압축기에서 압축된 공기가 연료와 혼합되어 연소함으로써 고온 고압의 기체가 팽창하고 이 힘을 이용하여 터빈을 구동한다. 에너지는 샤프트를 통해 토크로 전달되거나 추력이나 압축 공기 형태로 얻는다. 이렇게 얻은 에너지로 항공기, 기차, 선박, 발전기, 전차 등을 구동하는 데 쓰인다.

## 원리
가스 터빈의 원리는 열역학적으로 브레이튼 사이클(Brayton cycle)로 설명된다. 공기는 단열 압축되고 단열으로 팽창하여 연소하며, 단열 팽창하면서 터빈을 돌리고 초기 온도로 돌아간다.
하지만 실제로는 마찰과 와류가 발생하므로
a)비단열 압축을 한다 - 실제 압축된 공기는 브레이튼 사이클의 온도보다 높다.
b)비단열 팽창을 한다 - 실제 온도는 팽창과정에서 떨어져 브레이튼 사이클 온도보다 낮다. 또한 실제 가용할 수 있는 압력은 커야 하므로 사이클만큼 팽창하지 못한다.
c)연소과정에서 압력손실이 발생한다 - 등압 팽창하지 않고 사이클 압력보다 낮다.

## 제트 엔진

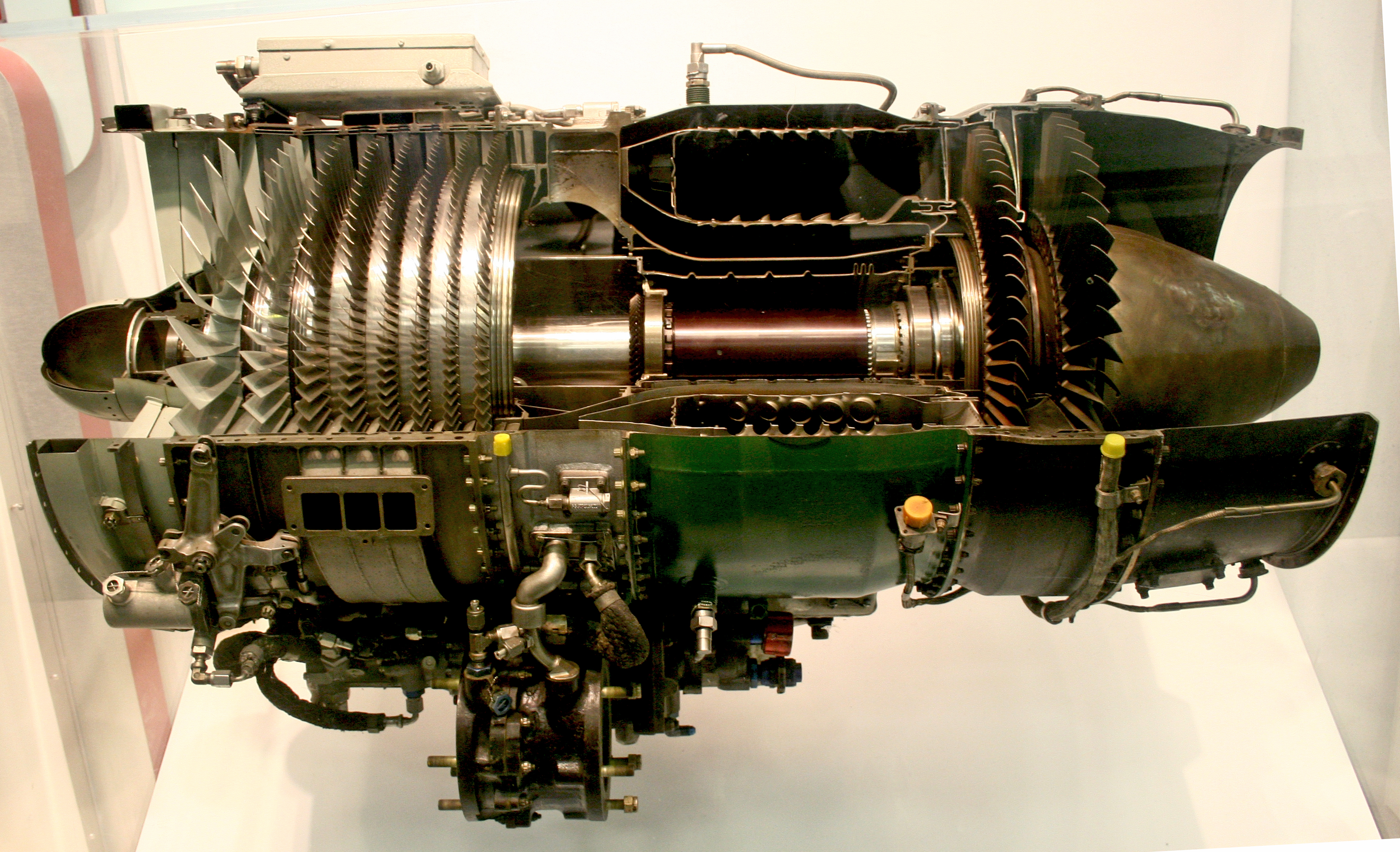

가스 터빈은 엔진의 단위 무게 당 생산할 수 있는 동력이 커서 항공기용 동력 기관으로 적합하다. 따라서 가스 터빈은 터보젯, 터보팬, 터보프롭, 터보샤프트 등 여러 형태로 발전하여 항공기용으로 사용되었다.
흔히 항공기용 가스 터빈과 제트 엔진을 동의어로 알고 있으나, 가스 터빈 중에는 터보젯과 터보팬만을 제트 엔진으로 분류할 수 있을 뿐이고, 반면에 가스 터빈을 사용하지 않는 제트 엔진도 많이 있으므로 구별이 필요하다.

## 전력용 가스 터빈
전력 생산을 위한 가스 터빈은 트럭에 적재할 수 있는 것부터 크고 복잡한 것까지 다양하다. 일반적으로 발전용 가스 터빈을 이야기할 때에는 수십만kW 출력의 가스 터빈을 말한다. 터빈의 회전 속도는 교류 전압에 적당하고 감속기어가 필요없는 3000 - 3600rpm으로 회전한다.
가스 터빈을 이용한 발전은 40%정도 열효율을 보이고 가스 터빈 복합 발전(combined cycle)을 하면 60%까지 전력을 생산할 수 있다. 전력과 열을 동시에 생산하는 열병합 발전(co-generation)을 하게 되면 80%이상 열효율을 얻을 수 있다.
참조: 전력용가스터빈은 인버터가 필요하게 된다.수만으로 회전하는 회전속도에 직접 발전기에 전달하여 고주파 교류를 발생시키고 이를 다시 정류하여 직류로 바꾼 다음 인버터로 60Hz로 변환하는 방식으로 하면 감속기가 필요가 없게 된다.

## 마이크로터빈
마이크로터빈(Microturbine)은 가스 터빈을 소형화. 1 kW 미만에서 수백kW의 출력. 분산형 전원과 소규모 열병합 발전용으로 기술적인 장점 및 친환경적인 특성으로 인해 기술개발과 보급이 늘어나는 추세다.
마이크로터빈의 개발보급이 가능하게 된 것은 전력기술의 발전으로 전력망과 계통연계할 수 있게 되면서이다. 전력 스위칭 기술로 발전기가 전력망의 주파수와 동조하지 않아도 되어 발전기가 터빈과 샤프트로 바로 연결될 수 있다.
마이크로터빈 발전은 피스톤 엔진을 사용한 발전기보다 장점이 많다. 크기에 비하여 출력이 크고 연소가 양호하며 구동부분이 적다. 또한 air foil bearing과 공냉식(空冷式)으로 윤활유와 냉각수가 필요없으며, 여름철 잉여열 처리를 위한 냉각탑도 필요없다.
그리고 마이크로터빈은 전력부하 변동에 대하여 로터의 RPM만을 조절함으로써 빠른 응답속도와 넓은 부하추종범위를 가질 수 있는 장점을 지녀 Load Following 용으로도 적용이 많이 된다. 반면 피스톤 엔진의 경우 왕복운동 및 회전운동을 거치는 기계적인 한계로 인해 가스터빈에 비하여 부하추종속도에서의 불리하고, 통상 최고출력대비 50% 이상의 범위에서만 추종이 가능한 운전특성으로 인해 정속도로 운영하는 것이 효율적이다.

## 보조 동력 기관
보조 동력 장치(APUs;Auxiliary Power Units)는 대형 기계에 보조로 힘을 공급하기 위한 소형 가스 터빈이다. 이것은 비행기의 통기를 위해 압축공기를 공급하거나 보다 큰 제트 엔진을 구동하기 위한 시동 기관으로 사용된다.
(보조 추진 장치(APUs;Auxiliary Propulsion Units)와는 별개임)

## 기술 발전
가스 터빈 기술은 개발이후 지속적으로 발전하고 있으며 최근에는 소형 가스 터빈의 발전이 두드러지고 있다.CFD나 유한 요소 해석법 같은 컴퓨터 설계로 보다 높은 압축비와 고온에서 작동하고 효율적인 연소와 냉각을 하는 엔진이 개발되고 있다. 1990년대에는 포일 베어링이 채택되어 기름을 사용하지 않고 고온에서 작동할 수 있게 되었다.
한편으로는 전력스위칭기술과 microelectronics가 발전함에 따라 마이크로터빈이 분산형 전원기술로 보급되고 있다.

## 가스 터빈 제조사
가스 터빈 기술은 복잡하고 고난도이기에 보유 기업이 많지  않다. 다음은 주요 제조사 목록이다.
- 중국 중국 항공 엔진 주식회사 (AECC)
- 프랑스 알스톰
- 대한민국 두산에너빌리티
- 미국 GE 에어로스페이스
- 대한민국 한화에어로스페이스
- 일본 IHI
- 일본 가와사키 중공업
- 독일 MAN 터보
- 일본 미쓰비시 중공업
- 독일 MTU 에어로 엔진스
- 영국 롤스로이스 홀딩스
- 러시아 파워 머신
- 미국 프랫 & 휘트니
- 중국 상해전기
- 독일 지멘스 에너지

## 마이크로터빈 제조사
- Capstone Turbine Corporation

## 가스터빈 공급
- 삼성물산주식회사

## 참고할 문서
- 가스터빈 모듈형 헬륨 원자로
- 펄스제트
- 증기 터빈
- 풍력 터빈
- 제트 엔진
- 브래이튼 싸이클